# Chlorophytum gilletii
Chlorophytum gilletii är en sparrisväxtart som beskrevs av Compere. Chlorophytum gilletii ingår i släktet ampelliljor, och familjen sparrisväxter. Inga underarter finns listade i Catalogue of Life.